# Kreis Fünf Dörfer
| Fünf Dörfer           | Fünf Dörfer                |
| --------------------- | -------------------------- |
| Fünf Dörfer           |                            |
| Basisdaten            |                            |
| Staat:                | Schweiz                    |
| Kanton:               | Graubünden (GR)            |
| Bezirk:               | Landquart                  |
| Hauptort:             | Landquart                  |
| Fläche:               | 119,02 km²                 |
| Einwohner:            | 19'981 (31. Dezember 2023) |
| Bevölkerungsdichte:   | 168 Einw. pro km²          |
| Aufgehoben am:        | 31. Dezember 2015          |
| Karte                 |                            |
| Karte von Fünf Dörfer |                            |

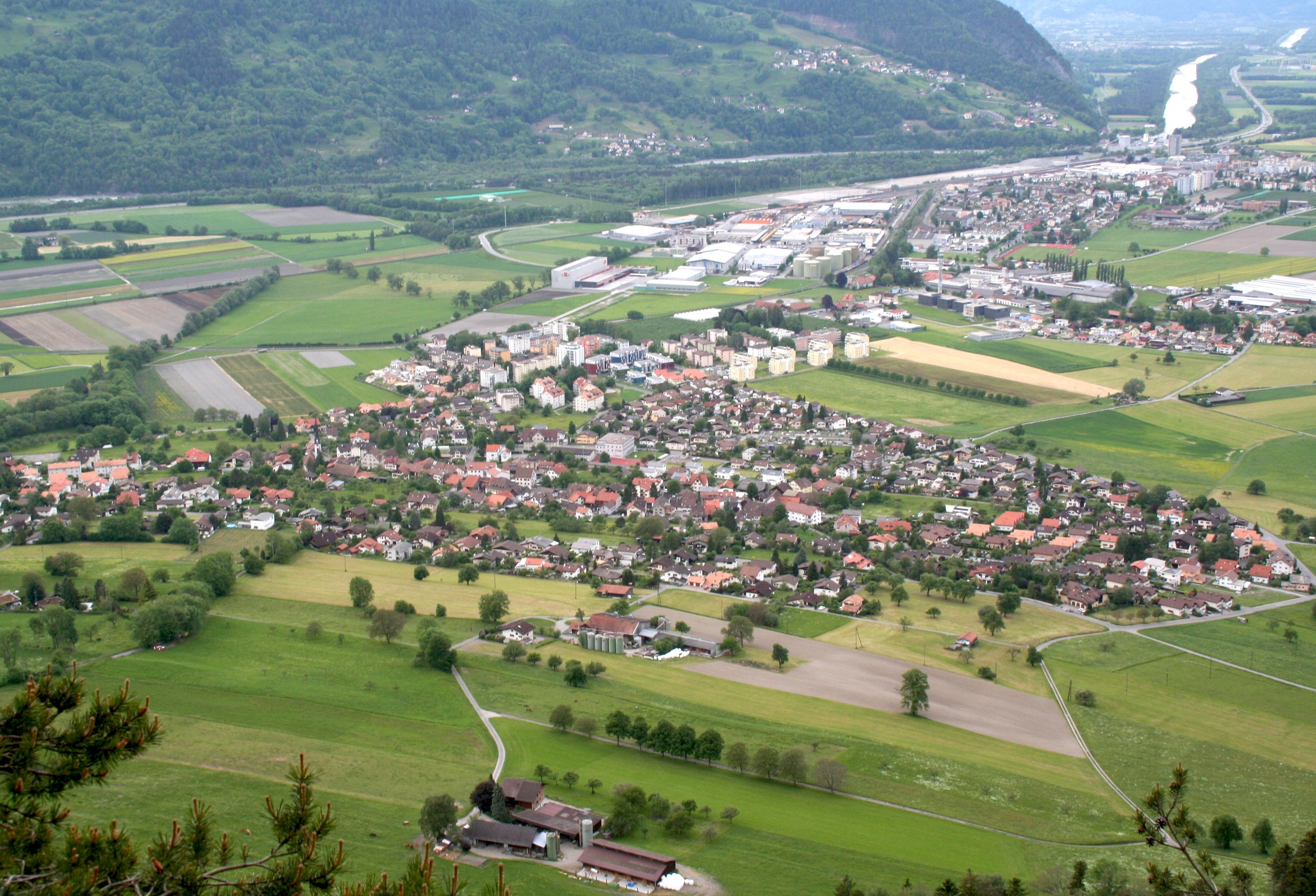
Igis-Landquart

Der Kreis Fünf Dörfer war bis zum 31. Dezember 2015 eine selbstständige politische Einheit und historisch gewachsene Region im Bezirk Landquart des Kantons Graubünden in der Schweiz. Durch die Bündner Gebietsreform wurden die Kreise aufgehoben.
Der ehemalige Kreis liegt im Bündner Rheintal. Linksrheinisch lagen die Gemeinden Haldenstein und Untervaz, rechtsrheinisch die Gemeinden Trimmis und Zizers und flussübergreifend die Gemeinde Landquart.

## Gemeinden des Kreises Fünf Dörfer
Zum Kreis Fünf Dörfer gehörten folgende Gemeinden:
| Wappen      | Name der Gemeinde | Einwohner (31. Dezember 2023) | Fläche in km² | BFS-Nr | Einw. pro km² |
| ----------- | ----------------- | ----------------------------- | ------------- | ------ | ------------- |
| Haldenstein | Haldenstein       | 1184                          | 18,57         | 3941   | 64            |
| Landquart   | Landquart         | 9191                          | 18,86         | 3955   | 487           |
| Trimmis     | Trimmis           | 3363                          | 42,87         | 3945   | 78            |
| Untervaz    | Untervaz          | 2675                          | 27,72         | 3946   | 78            |
| Zizers      | Zizers            | 3589                          | 11,01         | 3947   | 326           |

## Veränderungen im Gemeindebestand

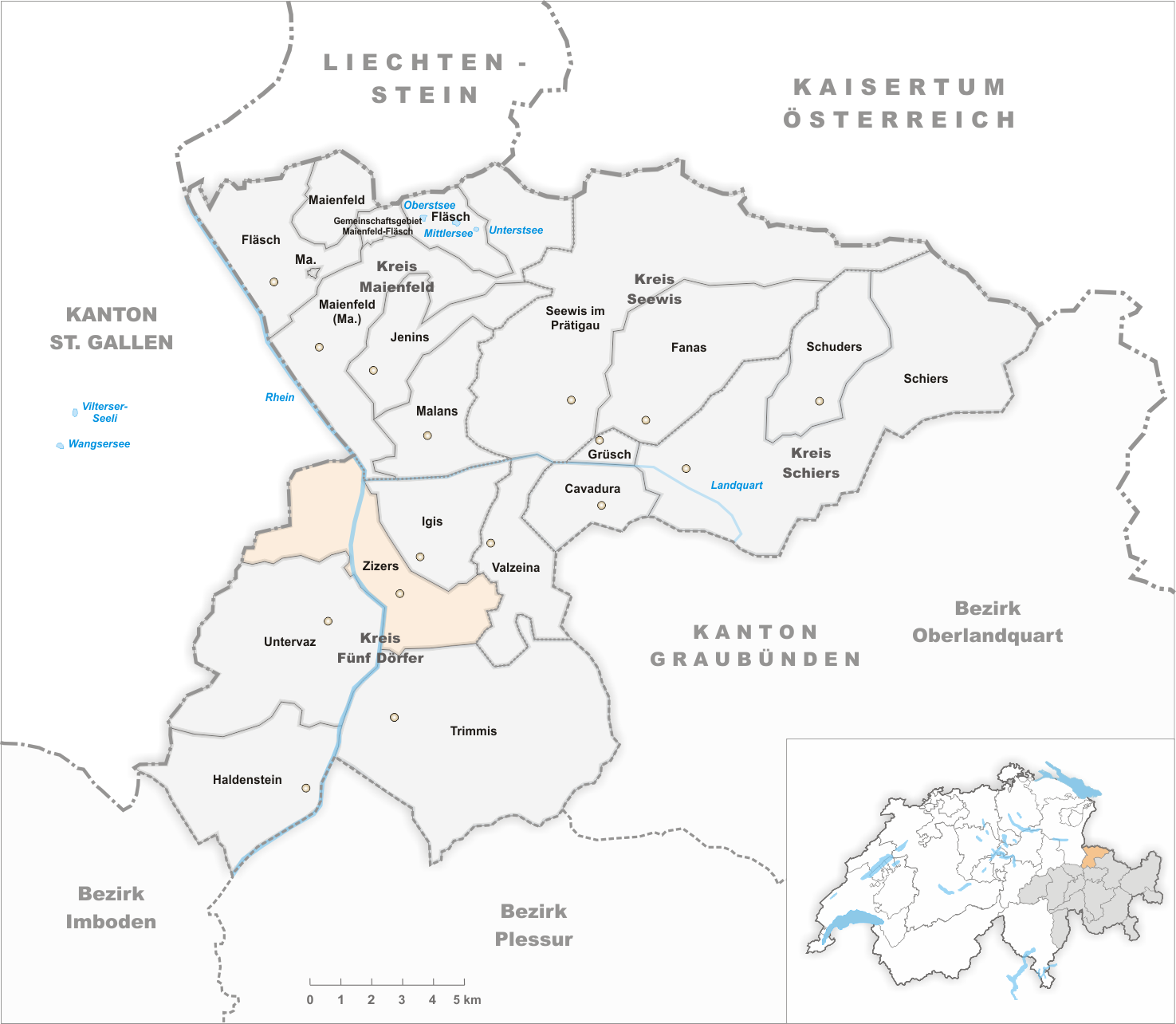
Gemeinden bis 1853
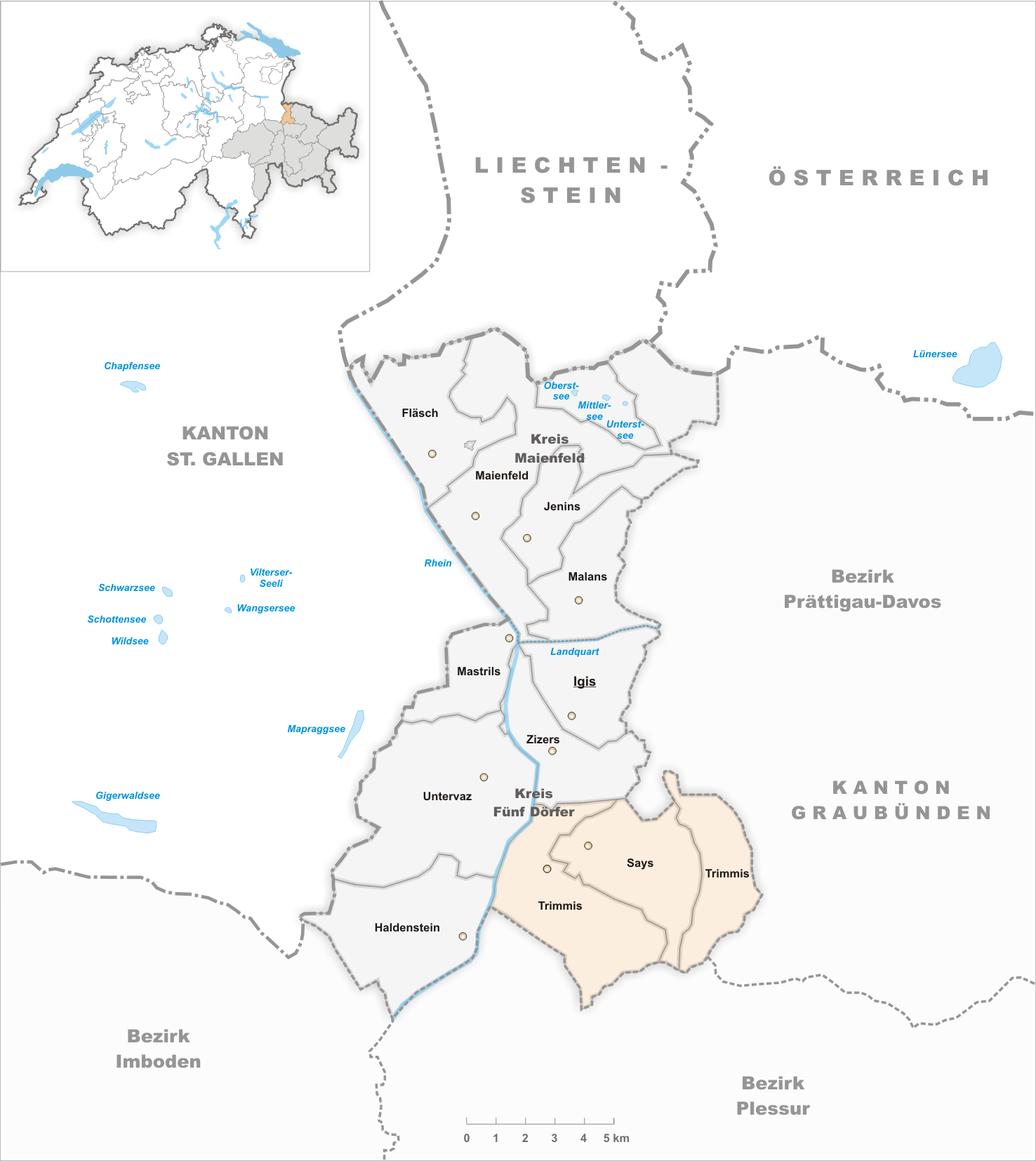
Gemeinden bis 2007
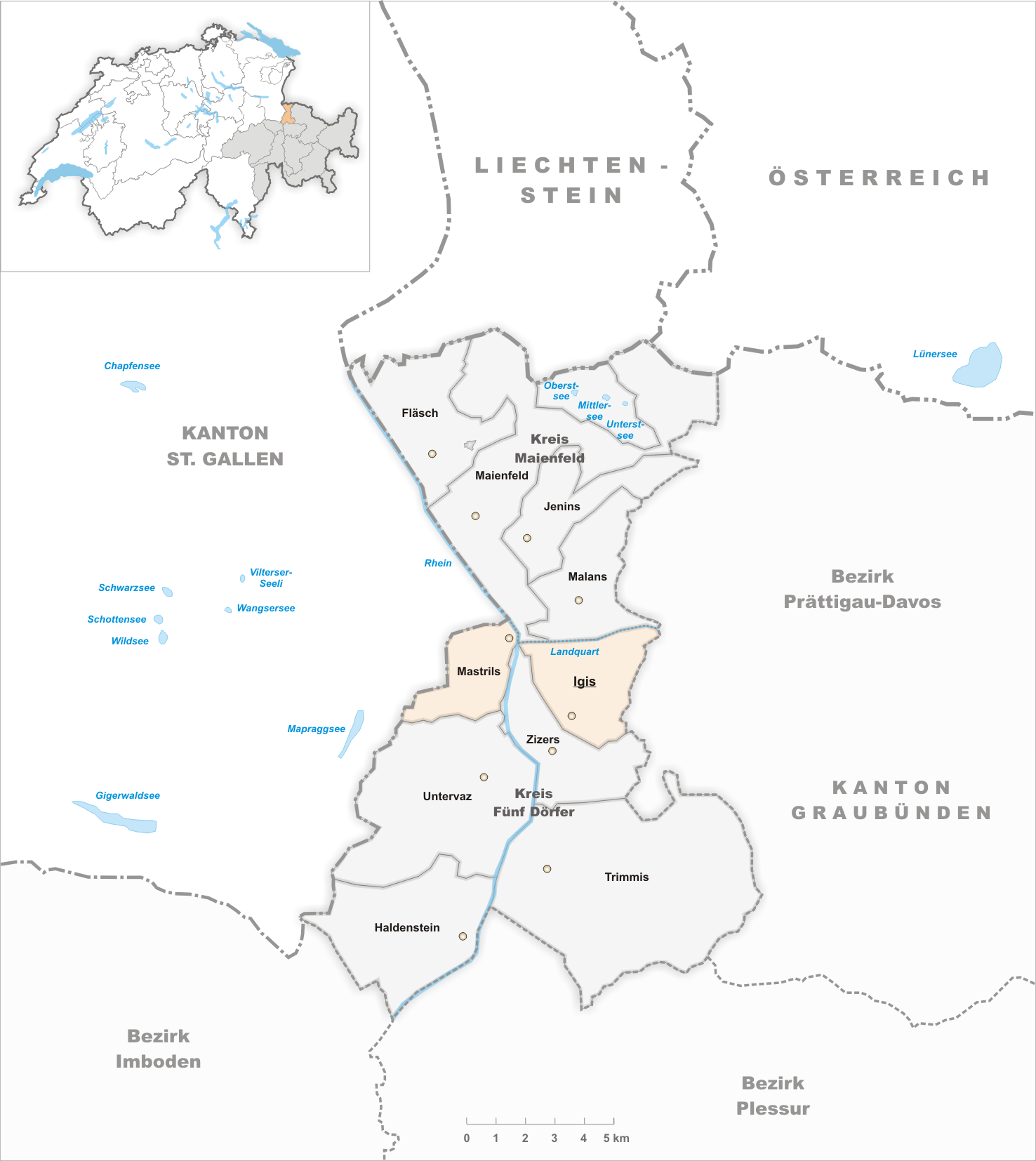
Gemeinden bis 2011

- 1854: Abspaltung von Zizers → Mastrils

- 2008: Says und Trimmis → Trimmis

- 2012: Igis und Mastrils → Landquart

## Geschichte
Die Dörfer Zizers, Igis, Trimmis und Untervaz bildeten ursprünglich das Hochgericht Vier Dörfer. 1803 wurde es mit der Aufnahme von Haldenstein zum Hochgericht Fünf Dörfer. Als sich 1854 Mastrils und 1880 Says von ihren Muttergemeinden Zizers respektive Trimmis trennten und in den Kreis Fünf Dörfer aufgenommen wurden, wurde der Name nicht mehr angepasst.

## Wirtschaft
Der Kreis umfasst das mit ca. 375 ha kleinste Weinbaugebiet der Schweiz, das jedoch von der Sonneneinstrahlung an südexponierten Hängen auf der rechten Seite des Rheins und zusätzlich von warmen Föhnwinden profitiert.